# Adam's Apple
Adam's Apple é um filme mudo de comédia produzido no Reino Unido e lançado em 1928. Um americano, em sua lua de mel em Paris, organiza o sequestro de sua sogra.